# Geoffrey Lego Gete
Geoffrey Lego Gete, né le 3 août 1986 à Espiritu Santo au Vanuatu, est un footballeur international vanuatais.

## Biographie
Il commence à jouer professionnel en 2004, avec le Siaraga FC. Dès la même année, il commence à jouer pour son équipe nationale, le Vanuatu. En 2007, il commence à jouer pour le Tafea FC.